# San Pablo Ojo de Agua
San Pablo Ojo de Agua är en ort i Mexiko.   Den ligger i kommunen Omealca och delstaten Veracruz, i den sydöstra delen av landet, 270 km öster om huvudstaden Mexico City. San Pablo Ojo de Agua ligger 275 meter över havet och antalet invånare är 383.
Terrängen runt San Pablo Ojo de Agua är varierad. Runt San Pablo Ojo de Agua är det ganska tätbefolkat, med 100 invånare per kvadratkilometer. Närmaste större samhälle är Cuitláhuac, 15,6 km norr om San Pablo Ojo de Agua. Trakten runt San Pablo Ojo de Agua består till största delen av jordbruksmark.